# Malout
Malout é uma cidade  no distrito de Muktsar, no estado indiano de Punjab.

## Demografia
Segundo o censo de 2001, Malout tinha uma população de 70,958 habitantes. Os indivíduos do sexo masculino constituem 54% da população e os do sexo feminino 46%. Malout tem uma taxa de literacia de 63%, superior à média nacional de 59.5%: a literacia no sexo masculino é de 68% e no sexo feminino é de 57%. Em Malout, 13% da população está abaixo dos 6 anos de idade.